# Purjesz Zsigmond (orvos, 1845–1896)
Idősebb Purjesz Zsigmond (Szentes, 1845 – Budapest, Terézváros, 1896. február 16.) orvos, egyetemi magántanár, ifjabb Purjesz Zsigmond unokabátyja és Purjesz Ignác bátyja.

## Élete
Purjesz Salamon és Weisz Katalin fia. Orvosi tanulmányait a bécsi és pesti egyetemen végezte, s ez utóbbin 1869-ben nyert orvosdoktori oklevelet. Ezután Korányi Frigyes magánsegéde, majd pedig klinikáján gyakornok lett. 1873-tól haláláig szerkesztette az Orvosok Zsebnaptárát. 1877–78-ban az ókori orvostudomány történetéből magántanárrá képesíttetett. Felesége Fleischl Ilona volt, akivel 1879. június 1-jén Budapesten kötött házasságot.

## Művei
Cikkei az Orvosi Hetilapban (1877. A mellüri genygyülem és a mellkas megnyitása Hippokrates korában, németül a Pester Med.-Chirurg. Presseben, 1880–82. A XVI. századbeli jelesebb syphiliographok; ugyancsak németül is Bécsben és Berlinben az ottani szaklapokban és külön magyar, német lenyomatokban; Adatok az orvostudomány történetéhez és könyvism., 1883. A kosi és knidosi orvosi oskolák alapelvei, 1884. Anthimus és diaetetikája); a Wiener Medic. Blätterben (1884. Joannes de Vigo als Syphilograph); a Wiener Medic. Wochenschriftben (1884. Hieronymus Fracastorius, ein Syphilidolog des 16. Jahrhunderts, 1885. Joannes Fernelius und die Lehre von der Syphilis); a Virchow Archivjában (1884. Joannes Fernelius und die Lehre von der Syphilis).
Önállóan megjelent művei:
- Gyógyászati vényzsebkönyv a bel- és külbetegségekre, valamint a szem-, fül- és bőrbajokra nézve. Dillnberger Emil után ford. Pest, 1867. (2. átdolg. kiadás. Uo. 1877.).
- Gyógyászati vény-zsebkönyv a nő- és gyermekbetegségekre nézve. Dillnberger Emil után ford. Uo. 1868. (2. átdolg. kiadás. Uo. 1878.).
- Az alkati bujasenyv tankönyve, orvosok és orvostanhallgatók számára. Irta Zeissl Ármin. Ford. Pest, 1869.
- A testi hőmérsékének viszonya a betegségekben. Irta Wunderlich A. C., a 2. bőv. kiadás után ford. Uo. 1871. 38 fametszettel és 7 táblával. (A m. orvosi könyvkiadó társulat Könyvtára XVI.).
- A sebészi kór- és gyógytan alapvonalai. Irta Heitzmann Károly; a 3. bőv. és jav. kiadás után ford. Bpest, 1874., 1877. Két füzet, 91 fametszettel.
- Az ember-élettan alapvonalai, tekintettel az egészségügyre. Ranke János után ford. Uo. 1875. Két kötet. 260 fametszettel.
- Az Ebers-féle orvosi papyrus; tanulmány az orvostudomány történelme köréből. Bpest, 1876.
- A szülészet alapvonalai. Kórodai gyakornokok és fiatal orvosok számára. Haake J. H. után ford. Uo. 1879.
- A boncztan alapvonalai. Kórodai gyakornokok és fiatal orvosok számára. Schmidt T. dr. után ford. Uo. 1881.
- A belgyógyászat tankönyve orvosnövendékek és gyakorló orvosok számára. Uo. 1885. Számos szöveg-ábrával. (2. jav. és átnézett kiadás. Uo. 1889. Két kötet. 3. jav. és átnézett kiadás. Uo. 1894.).
- A kórodai diagnostika zsebkönyve. Seifert és Müller után ford. Uo. 1888.
- A st. galleni kolostori könyvtárban őrzött orvosi kéziratok. Uo. 1882. (Különny. az Orvosi Hetilapból).